# Clelia Grillo Borromeo
Clelia Grillo Borromeo (Genova, 29 giugno 1684 – Sedriano, 23 agosto 1777) è stata una nobildonna e mecenate italiana, considerata in Italia una delle donne più colte della sua epoca.

## Biografia
Nata a Genova in una nota famiglia patrizia, imparentata con illustri casate europee, Clelia era figlia di Marcantonio Grillo, III marchese di Clarafuente, duca di Mondragone, e della marchesa Maria Antonia Imperiali, figlia di Giovanni Carlo Imperiali, barone di Latiano, ramo cadetto della famiglia Imperiali di Genova. Aveva due fratelli e quattro sorelle. Il maggiore era Agapito IV Domenico (1672-1738), che diventerà l'erede della famiglia e I Duca di Mondragone, poi nacquero, oltre a lei altri cinque figli. Teresa (1676-1762), che sposerà Camillo Filippo Pamphili, III principe di San Martino al Cimino e Valmontone, diventando una delle donne più famose di Roma per la sua cultura e per il suo salotto letterario; si dilettava di poesia e divenne membro dell'Accademia dell'Arcadia. Livia (1680-1746), che sposò Giovanni Andrea Mariano Doria Del Carretto (1660-1742), III Duca di Tursi. Nel 1681 nasce Nicoletta che sposerà Alberico III Cybo-Malaspina, III duca di Massa e principe di Carrara. Nel 1685 nasce Carlo, ricordato per aver combattuto durante l'assedio di Barcellona con Filippo V, che lo ringraziò attribuendogli l'Ordine del Toson d'oro. Nel 1686 nasce l'ultima figlia Anna Maria Ginevra, che sposa Nicola Enrico Loffredi, IX Marchese di Trevico.
Benché non si sappia molto della sua educazione, il predicatore gesuita Antonio Visetti scrive in una sua lettera alla famiglia Borromeo che è stata educata presso il monastero della Misericordia. La definisce inoltre estremamente bella. Un'altra lettera definisce la ragazza "Oracolo, per lo grande spirito di cui è dotata, e particolarmente per la pronta facondia infiorata di motti argutissimi". Questa corrispondenza conservata nell'archivio familiare, dimostra l'accurata valutazione della famiglia Borromeo nella selezione di una moglie adatta al loro erede Giovanni Benedetto Borromeo Arese. Sembra che il padre Carlo Borromeo Arese fosse comunque contrario al matrimonio, perché considerava le giovani Grillo ragazze poco affidabili. La situazione fu poi sbloccata dal conte Marco Antonio Visconti e dal principe Eugenio di Savoia. Le nozze furono celebrate l'8 marzo 1707. A parte i problemi con il suocero, che si protrassero anche dopo le nozze, si trattò di un matrimonio felice.

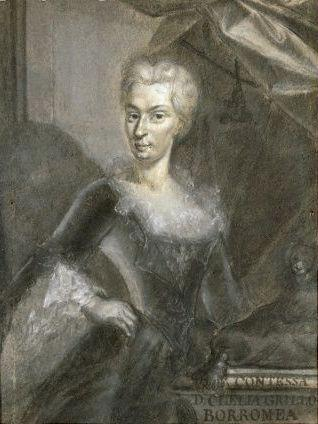
Clelia Grillo Borromeo

La giovane marchesa fu cardine della nobiltà milanese per lungo tempo. Animò per vari decenni nella città meneghina, nel proprio palazzo di via Rugabella, uno dei salotti più importanti di Milano. Al suo interno si dava grande rilievo alle arti liberali, con la differenza che presso la marchesa Borromeo c'era un vero e proprio culto per la scienza, tanto che vi si eseguivano anche esperimenti, cui era solito partecipare il più illustre frequentatore della casa, il naturalista Antonio Vallisneri. Vallisneri, che era un profondo ammiratore della marchesa, le dedicò anche una sua opera il De corpi marini.
La stessa marchesa era una grande conoscitrice delle scienze naturali e della matematica, cui univa un'ottima padronanza del latino, del greco e dell'arabo, oltre all'inglese, francese e tedesco. Famoso fu l'incontro con Montesquieu, che ricevette nel settembre del 1728. In una sua lettera, l'intellettuale francese ne tesse le lodi scrivendo: «Sono impressionato dalla sua vasta cultura». Anche Charles de Brosses era rimasto impressionata dalla vasta cultura della contessa, in una sua lettera dichiara: «La Contessa Clelia Borromeo non solo ferrata in scienza e in tutte le lingue d’Europa ma parla anche l’arabo come l’Alcoran».
Interessata all'arte come alla religione, commissionò personalmente la statua della Madonna Addolorata da porsi nell'ossario della chiesa milanese di San Bernardino alle Ossa.

### L'avversione dell'Impero asburgico
Col passare del tempo il salotto ebbe però anche un ruolo politico così agguerrito da preoccupare Maria Teresa d'Austria. Nel palazzo convenivano aristocratici attivisti, desiderosi di rovesciare il governo austriaco per tornare sotto la Spagna. Il principale attore in questo senso fu il conte Giulio Antonio Biancani, che Clelia tentò di nascondere nella propria casa e aiutò poi a fuggire quando esplose la repressione teresiana. Il conte fu però scoperto, arrestato e decapitato. Clelia pagò a caro prezzo il proprio impegno filo-spagnolo: Maria Teresa la esiliò nel palazzo di campagna della famiglia Borromeo a Sedriano, nel milanese, e la spogliò di molte delle proprie sostanze e privilegi.
Morì novantatreenne a Sedriano.

## Discendenza
Clelia diede al marito i seguenti figli:
- Giulia (5 luglio 1709 - 20 luglio 1779), sposò nel 1731 Filippo Archinto, conte di Tainate
- Renato (1710 - 1778), marchese di Angera, sposò la principessa Anna Maria Erba Odescalchi
- Maria Paola (10 gennaio 1712 - 11 marzo 1761), sposò nel 1738 il marchese Basilio Gonzaga di Luzzara
- Francesco (1° aprile 1713 - 15 ottobre 1775), conte di Arona, sposò nel 1753 Ignacia Ortis y Zorate
- Giuseppe (maggio 1714 - 11 ottobre 1715)
- Carlo Felice Antonio (n. e m. 20 giugno 1715)
- Giustina (18 dicembre 1717 - 1747), sposò nel 1731 Giuseppe Agostino Bonanno Filangeri, principe della Cattolica
- Vitaliano (1720 - 1793), cardinale

## Riconoscimenti
- Il matematico Luigi Guido Grandi le ha dedicato le curve geometriche da lui studiate, le Clelie.[14]
- Nel 1753 viene stampata una medaglia in bronzo con l'effigie della contessa e il motto Gloria Genuensium.[15]
- La città di Milano le dedica una strada nella zona della Stazione centrale.[16]